# Euxoa castanea
Euxoa castanea là một loài bướm đêm thuộc họ Noctuidae. Nó được tìm thấy ở North Dakota, South Dakota và tây nam Manitoba phía tây đến miền trung miền tây British Columbia, phía bắc đến Northwest Territories và phía nam ở vùng núi to Arizona và New Mexico.
Sải cánh dài 35–38 mm. Con trưởng thành bay từ tháng 7 đến tháng 8. Có một lứa một năm.